# Nybrogade
Nybrogade er en gade i Indre By i København. Den 200 m lange gade går langs Slotsholmskanalens nordre side fra gaden Frederiksholms Kanal til Naboløs, hvorefter gaden fortsætter som Gammel Strand.
Kulturministeriet har adresse i Nybrogade. Nybrogade huser foruden en antik våbenhandler kaldet Arms Gallery, rejsebuerauet Nevin rejser, cocktailbaren Ruby's og hovedstadens eneste firma, som sælger anatomiske modeller og skeletter kaldet eAnatomi.

## Historie
I 1680'erne blev der bygget en bro fra Slotsholmen til Knabrostræde, der blev revet ned igen i 1726. Broen blev kaldt Røde Bro eller Nybro og har lagt navn til gaden.
De fleste huse i Nybrogade stammer fra tiden efter Københavns brand 1728. Det gælder for eksempel nr. 4, Hans Blasens Hus, fra 1730. Han havde et stort pæretræ, der voksede på gaden udenfor hans grund som sit mærke. På et bevaret skilt i sandsten kan man læse: "HANS BLASEN I: PÆRETRÆET ANNO 1730".
Forhuset på hjørnet af Nybrogade og Knabrostræde blev opført i 1732 af Philip de Lange med seks fag ud mod Nybrogade. Her har blandt andet storkøbmanden  Frédéric de Coninck og salmedigteren N.F.S. Grundtvig boet. Kongelig skuespiller Christian Niemann Rosenkilde boede i Nybrogade 16 i 1856-1857. 
De mange huse der blev bygget efter den store brand i 1728 fik betegnelsen "ildebrandhuse". Et godt eksempel herpå er Nybrogade 20, der er opført i 1731 af prammand Ole Hansen. Man gik fra at have lave gårde og enfamilies huse, til at bygge etage ejendomme med flere lejligheder, og en egentlig facade ud mod gaden i form af gavlkviste.